# Amphoriscus
Genre
Synonymes
- Ebnerella Lendenfeld, 1891
- Sycilla Haeckel, 1872
- Syculmis Haeckel, 1872
- Sycurus Haeckel, 1870

Amphoriscus est un genre d'éponges de la famille Amphoriscidae. Les espèces de ce genre sont marines. L'espèce type est Amphoriscus chrysalis.

## Liste d'espèces
Selon World Register of Marine Species (16 février 2017) :
- Amphoriscus ancora Van Soest, 2017
- Amphoriscus buccichii Ebner, 1887
- Amphoriscus chrysalis (Schmidt, 1864)
- Amphoriscus cyathiscus (Haeckel, 1872)
- Amphoriscus cylindrus (Haeckel, 1872)
- Amphoriscus dohrni Sarà, 1960
- Amphoriscus elongatus Poléjaeff, 1883
- Amphoriscus gastrorhabdifer (Burton, 1932)
- Amphoriscus gregorii (Lendenfeld, 1891)
- Amphoriscus kryptoraphis Urban, 1908
- Amphoriscus oviparus (Haeckel, 1872)
- Amphoriscus perforatus (Haeckel, 1872)
- Amphoriscus salfii Sarà, 1951
- Amphoriscus semoni Breitfuss, 1896
- Amphoriscus synapta (Schmidt in Haeckel, 1872)
- Amphoriscus testiparus (Haeckel, 1872)
- Amphoriscus urna Haeckel, 1872